# Izberbach
Izberbach (en russe : Избербаш) est une ville du Daghestan, une république de la fédération de Russie. Sa population s'élevait à 60 453 habitants en 2020.

## Géographie
Izberbach est située sur la côte de la mer Caspienne, à 54 km au sud-est de Makhatchkala et à 1 643 km au sud-est de Moscou. La ville est construite sur le pleine entre la mer et le mont Izberg-Tau.

## Histoire
La ville est fondée en 1932 pour les travailleurs de l'industrie pétrolière, à côté de l'ancien village d'Izberbach, qui lui a donné son nom. Les premiers campements autour des exploitations pétrolières ont été érigés en 1931. La localité accède au statut de commune urbaine en 1938 et à celui de ville en 1949. La gare ferroviaire d'Isberbach construite en 1990 s’appelait Izberg jusqu'en 1968. Actuellement la ville compte un bureau de poste, trois musées, un cinéma, le club culturel "Neftianik" et le théâtre dramatique d'Omarla Batyraï.

## Légende à l'origine du nom Izberbach
C'étaient les peuples Koumyks qui vivaient là, qui parlaient kiptchak l'une des langues turques. Le nom est composé des deux mots : " Iz" qui signifie longueur, ligne, chemin et "Bar" se traduisant par être - le chemin s'y trouve. Au moment de la construction du chemin de fer par les ouvriers allemands "bar" aurait été remplacé par "Berg" (montagne) ce qui a donné Izberg. À cela s'est ajouté le mot "Bach" signifiant "Tête" en langue du pays en référence à la forme de l'une des montagnes rappelant parait-il la silhouette d'Alexandre Pouchkine à certains.

## Population

### Démographie
Recensements ou estimations de la population :
| 1959*  | 1970*  | 1979*  | 1989*  | 2002*  |
| ------ | ------ | ------ | ------ | ------ |
| 11 187 | 17 299 | 21 333 | 28 122 | 39 365 |

| 2010*  | 2012   | 2013   | 2014   | 2015   |
| ------ | ------ | ------ | ------ | ------ |
| 55 646 | 55 919 | 55 988 | 56 322 | 56 914 |

| 2016   | 2017   | 2018   | 2019   | 2020   |
| ------ | ------ | ------ | ------ | ------ |
| 57 511 | 58 147 | 58 690 | 59 494 | 60 453 |

### Nationalités
Au recensement russe de 2002, la population d'Izberbach se composait de  :
- 64,9 % de Darguines
- 14,8 % de Koumyks
- 7,5 % de Lezguiens
- 5,3 % de Russes
- 2,6 % d'Avars
- 1,9 % de Laks
- 1,0 % d'Azerbaïdjanais

## Transports
La ville se trouve sur la ligne de chemin de fer Rostov – Bakou – Makhatchkala (à 2 347 km de Moscou), ouverte en 1900. La ville est desservie par la route fédérale R217, route reliant la M4 à la frontière avec l'Azerbaïdjan en desservant les villes de Ciscaucasie.